# Movimiento Cinturón Verde
El Movimiento Cinturón Verde (Green Belt Movement en inglés o GBM, por sus siglas en inglés) es una organización no gubernamental que pretende conservar el medio ambiente, mejorar las condiciones de vida y fomentar la igualdad de género en los países en vías de desarrollo. Se fundó en 1977 por la premio Nobel Wangari Maathai.
Ya desde sus principios la organización ha enseñado a mujeres en áreas rurales a plantar y cuidar de viveros en sus comunidades, actividad por la cual reciben una pequeña cantidad de dinero. Además de proporcionar unos ingresos pequeños para las mujeres, uno de los objetos del Movimiento Cinturón Verde es  «reponer las existencias de leña, de manera que las mujeres no [tienen] que perder mucho tiempo buscando lejos de sus aldeas leña para cocinar», por lo que tienen más tiempo para cuidar de sus familias y siembras. Además, las actividades de la organización y de las mujeres que han aprendido el cuidado de los viveros ayudan a prevenir la erosión del suelo y la desertización, proporcionan alimentos a sus comunidades y aumentan la seguridad alimentaria.
Los ingresos que reciben las mujeres por seguir cuidando de los árboles pequeños hasta que estos puedan sobrevivir aseguran que los árboles perdurarán. Plantar nuevos árboles es importante para prevenir la deforestación por ejemplo en Kenia, donde se fundó la organización, porque allí, como Wangari Maathai escribió en 1998, además de muchos otros usos que tiene la madera en el país, la gran mayoría de la gente en el campo y de la gente pobre en las ciudades requieren madera como combustible y fuente de iluminación.
«Aunque las plantaciones han sido siempre la actividad central, la organización se amplió emprendiendo proyectos en sectores como educación, defensa de derechos, seguridad alimentaria, nutrición y safaris ecológicos. Mediante estos proyectos, el Movimiento Cinturón Verde ha conseguido promover la conciencia medioambiental, el voluntariado, la conservación de la biodiversidad local, la formación de dirigentes locales, el desarrollo de la comunidad y la transparencia en la gestión.»
En 2020 el Movimiento Cinturón Verde escribe en su sitio web que desde su fundación ya han plantado unos 51 millones de árboles en Kenia.